# Si Tianfeng
Si Tianfeng (chiń. 司天峰; pinyin Sī Tiānfēng; ur. 17 czerwca 1984) – chiński lekkoatleta specjalizujący się w chodzie sportowym.
Na międzynarodowej arenie zadebiutował w 2006 roku podczas pucharu świata w chodzie. Dwa lata później zajął siedemnastą lokatę podczas igrzysk olimpijskich w Pekinie. W 2010 był czwarty podczas pucharu świata (Chińczycy wygrali klasyfikację drużynową) oraz zwyciężył na koniec sezonu w igrzyskach azjatyckich. Tuż za podium – na czwartym miejscu – ukończył rywalizację Podczas mistrzostw świata w Daegu (2011) konkurs chodu na 50 km zakończył na 4. miejscu, ale po późniejszej dyskwalifikacji Siergieja Bakulina został przesunięty o pozycję wyżej i tym samym otrzymał brązowy medal. W 2012 był czwarty podczas pucharu świata (Chińczycy zdobyli srebro w rywalizacji zespołowej) oraz zdobył srebrny medal igrzysk olimpijskich w Londynie (w dniu rozgrywania zawodów wywalczył brązowy krążek, ale później został zdyskwalifikowany Siergiej Kirdiapkin). 
Rekord życiowy w chodzie na 50 kilometrów: 3:37:16 (11 sierpnia 2012, Londyn). 

## Osiągnięcia
| Rok  | Impreza                           | Miejsce   | Konkurencja   | Lokata      | Wynik   |
| ---- | --------------------------------- | --------- | ------------- | ----------- | ------- |
| 2006 | Puchar świata w chodzie sportowym | A Coruña  | chód na 50 km | 20. miejsce | 3:57:54 |
| 2008 | Igrzyska olimpijskie              | Pekin     | chód na 50 km | 17. miejsce | 3:52:58 |
| 2010 | Puchar świata w chodzie sportowym | Chihuahua | chód na 50 km | 4. miejsce  | 3:55:06 |
| 2010 | Igrzyska azjatyckie               | Kanton    | chód na 50 km | 1. miejsce  | 3:47:04 |
| 2011 | Mistrzostwa świata                | Daegu     | chód na 50 km | 3. miejsce  | 3:44:40 |
| 2012 | Puchar świata w chodzie sportowym | Sarańsk   | chód na 50 km | 3. miejsce  | 3:43:05 |
| 2012 | Igrzyska olimpijskie              | Londyn    | chód na 50 km | 2. miejsce  | 3:37:16 |